# Temporada 2002 de Fórmula 1
La temporada 2002 fue la 53.º edición de la Fórmula 1. Comenzó el 10 de marzo en el Gran Premio de Australia y terminó el 13 de octubre en el Gran Premio de Japón. Michael Schumacher ganó 11 Grandes Premios, subió a todos los podios de la temporada y ganó su quinto Campeonato de Pilotos con 144 puntos. Por otro lado, Ferrari se quedó con el Campeonato de Constructores con más de 100 puntos de diferencia sobre Williams-BMW.

## Escuderías y pilotos
| Escudería                  | Chasis   | Chasis      | Motor                                       | Neu. | N.º | Pilotos               | Rondas      |
| -------------------------- | -------- | ----------- | ------------------------------------------- | ---- | --- | --------------------- | ----------- |
| Scuderia Ferrari Marlboro  | Ferrari  | F2001 F2002 | Ferrari 050 3.0 V10 Ferrari 051 3.0 V10     | B    | 1   | Michael Schumacher    | Todas       |
| Scuderia Ferrari Marlboro  | Ferrari  | F2001 F2002 | Ferrari 050 3.0 V10 Ferrari 051 3.0 V10     | B    | 2   | Rubens Barrichello    | Todas       |
| West McLaren Mercedes      | McLaren  | MP4-17      | Mercedes-Benz FO110M 3.0 V10                | M    | 3   | David Coulthard       | Todas       |
| West McLaren Mercedes      | McLaren  | MP4-17      | Mercedes-Benz FO110M 3.0 V10                | M    | 4   | Kimi Räikkönen        | Todas       |
| BMW WilliamsF1 Team        | Williams | FW24        | BMW P82 3.0 V10                             | M    | 5   | Ralf Schumacher       | Todas       |
| BMW WilliamsF1 Team        | Williams | FW24        | BMW P82 3.0 V10                             | M    | 6   | Juan Pablo Montoya    | Todas       |
| Sauber Petronas            | Sauber   | C21         | Petronas 02A 3.0 V10                        | B    | 7   | Nick Heidfeld         | Todas       |
| Sauber Petronas            | Sauber   | C21         | Petronas 02A 3.0 V10                        | B    | 8   | Felipe Massa          | 1-15, 17    |
| Sauber Petronas            | Sauber   | C21         | Petronas 02A 3.0 V10                        | B    | 8   | Heinz-Harald Frentzen | 16          |
| DHL Jordan Honda           | Jordan   | EJ12        | Honda RA002E 3.0 V10                        | B    | 9   | Giancarlo Fisichella  | Todas       |
| DHL Jordan Honda           | Jordan   | EJ12        | Honda RA002E 3.0 V10                        | B    | 10  | Takuma Satō           | Todas       |
| Lucky Strike BAR Honda     | BAR      | 004         | Honda RA002E 3.0 V10                        | B    | 11  | Jacques Villeneuve    | Todas       |
| Lucky Strike BAR Honda     | BAR      | 004         | Honda RA002E 3.0 V10                        | B    | 12  | Olivier Panis         | Todas       |
| Mild Seven Renault F1 Team | Renault  | R202        | Renault RS22 3.0 V10                        | M    | 14  | Jarno Trulli          | Todas       |
| Mild Seven Renault F1 Team | Renault  | R202        | Renault RS22 3.0 V10                        | M    | 15  | Jenson Button         | Todas       |
| Jaguar Racing              | Jaguar   | R3          | Cosworth CR-3 3.0 V10 Cosworth CR-4 3.0 V10 | M    | 16  | Eddie Irvine          | Todas       |
| Jaguar Racing              | Jaguar   | R3          | Cosworth CR-3 3.0 V10 Cosworth CR-4 3.0 V10 | M    | 17  | Pedro de la Rosa      | Todas       |
| Orange Arrows              | Arrows   | A23         | Cosworth CR-3 3.0 V10 Cosworth CR-4 3.0 V10 | B    | 20  | Heinz-Harald Frentzen | 1-12        |
| Orange Arrows              | Arrows   | A23         | Cosworth CR-3 3.0 V10 Cosworth CR-4 3.0 V10 | B    | 21  | Enrique Bernoldi      | 1-12        |
| KL Minardi Asiatech        | Minardi  | PS02        | Asiatech AT02 3.0 V10                       | M    | 22  | Alex Yoong            | 1-12, 15-17 |
| KL Minardi Asiatech        | Minardi  | PS02        | Asiatech AT02 3.0 V10                       | M    | 22  | Anthony Davidson      | 13-14       |
| KL Minardi Asiatech        | Minardi  | PS02        | Asiatech AT02 3.0 V10                       | M    | 23  | Mark Webber           | Todas       |
| Panasonic Toyota Racing    | Toyota   | TF102       | Toyota RVX-02 3.0 V10                       | M    | 24  | Mika Salo             | Todas       |
| Panasonic Toyota Racing    | Toyota   | TF102       | Toyota RVX-02 3.0 V10                       | M    | 25  | Allan McNish          | Todas       |

### Cambios de escuderías
- Toyota debutó en Fórmula 1.
- Renault volvió al campeonato tras la compra de Benetton.
- Prost Grand Prix dejó el campeonato tras 2001.

## Calendario
| Ronda | Gran Premio                   | Circuito                                           | Fecha            |
| ----- | ----------------------------- | -------------------------------------------------- | ---------------- |
| 1     | Gran Premio de Australia      | Circuito de Albert Park, Melbourne                 | 3 de marzo       |
| 2     | Gran Premio de Malasia        | Circuito Internacional de Sepang, Sepang           | 17 de marzo      |
| 3     | Gran Premio de Brasil         | Autódromo José Carlos Pace, São Paulo              | 31 de marzo      |
| 4     | Gran Premio de San Marino     | Autodromo Enzo e Dino Ferrari, Imola               | 14 de abril      |
| 5     | Gran Premio de España         | Circuito de Barcelona-Cataluña, Montmeló           | 28 de abril      |
| 6     | Gran Premio de Austria        | A1-Ring, Spielberg                                 | 12 de mayo       |
| 7     | Gran Premio de Mónaco         | Circuito de Mónaco, Monte Carlo                    | 26 de mayo       |
| 8     | Gran Premio de Canadá         | Circuito Gilles Villeneuve, Montreal               | 9 de junio       |
| 9     | Gran Premio de Europa         | Nürburgring, Nürburg                               | 23 de junio      |
| 10    | Gran Premio de Gran Bretaña   | Circuito de Silverstone, Silverstone               | 7 de julio       |
| 11    | Gran Premio de Francia        | Circuito de Nevers Magny-Cours, Magny Cours/Nevers | 21 de julio      |
| 12    | Gran Premio de Alemania       | Hockenheimring, Hockenheim                         | 28 de julio      |
| 13    | Gran Premio de Hungría        | Hungaroring, Budapest                              | 18 de agosto     |
| 14    | Gran Premio de Bélgica        | Circuito de Spa-Francorchamps, Spa                 | 1 de septiembre  |
| 15    | Gran Premio de Italia         | Autodromo Nazionale di Monza, Monza                | 15 de septiembre |
| 16    | Gran Premio de Estados Unidos | Indianapolis Motor Speedway, Indianápolis          | 29 de septiembre |
| 17    | Gran Premio de Japón          | Circuito de Suzuka, Suzuka                         | 13 de octubre    |

## Resultados
| N.º | Carrera                       | Circuito          | Piloto ganador     | Constructor ganador | Resultados |
| --- | ----------------------------- | ----------------- | ------------------ | ------------------- | ---------- |
| 1   | Gran Premio de Australia      | Melbourne         | Michael Schumacher | Ferrari             | Resultados |
| 2   | Gran Premio de Malasia        | Sepang            | Ralf Schumacher    | Williams-BMW        | Resultados |
| 3   | Gran Premio de Brasil         | Interlagos        | Michael Schumacher | Ferrari             | Resultados |
| 4   | Gran Premio de San Marino     | Imola             | Michael Schumacher | Ferrari             | Resultados |
| 5   | Gran Premio de España         | Cataluña          | Michael Schumacher | Ferrari             | Resultados |
| 6   | Gran Premio de Austria        | A1-Ring           | Michael Schumacher | Ferrari             | Resultados |
| 7   | Gran Premio de Mónaco         | Mónaco            | David Coulthard    | McLaren-Mercedes    | Resultados |
| 8   | Gran Premio de Canadá         | Gilles Villeneuve | Michael Schumacher | Ferrari             | Resultados |
| 9   | Gran Premio de Europa         | Nürburgring       | Rubens Barrichello | Ferrari             | Resultados |
| 10  | Gran Premio de Gran Bretaña   | Silverstone       | Michael Schumacher | Ferrari             | Resultados |
| 11  | Gran Premio de Francia        | Magny-Cours       | Michael Schumacher | Ferrari             | Resultados |
| 12  | Gran Premio de Alemania       | Hockenheimring    | Michael Schumacher | Ferrari             | Resultados |
| 13  | Gran Premio de Hungría        | Hungaroring       | Rubens Barrichello | Ferrari             | Resultados |
| 14  | Gran Premio de Bélgica        | Spa-Francorchamps | Michael Schumacher | Ferrari             | Resultados |
| 15  | Gran Premio de Italia         | Monza             | Rubens Barrichello | Ferrari             | Resultados |
| 16  | Gran Premio de Estados Unidos | Indianápolis      | Rubens Barrichello | Ferrari             | Resultados |
| 17  | Gran Premio de Japón          | Suzuka            | Michael Schumacher | Ferrari             | Resultados |

## Clasificaciones
Fuente:

### Puntuaciones
| Posición | 1.º | 2.º | 3.º | 4.º | 5.º | 6.º |
| Puntos   | 10  | 6   | 4   | 3   | 2   | 1   |

### Campeonato de Pilotos
| Pos. | Piloto                | AUS | MYS | BRA | SMR | ESP | AUT | MON | CAN | EUR | GBR | FRA | GER | HUN | BEL | ITA | USA | JPN | Puntos |
| ---- | --------------------- | --- | --- | --- | --- | --- | --- | --- | --- | --- | --- | --- | --- | --- | --- | --- | --- | --- | ------ |
| 1    | Michael Schumacher    | 1   | 3   | 1   | 1   | 1   | 1   | 2   | 1   | 2   | 1   | 1   | 1   | 2   | 1   | 2   | 2   | 1   | 144    |
| 2    | Rubens Barrichello    | Ret | Ret | Ret | 2   | DNS | 2   | 7   | 3   | 1   | 2   | DNS | 4   | 1   | 2   | 1   | 1   | 2   | 77     |
| 3    | Juan Pablo Montoya    | 2   | 2   | 5   | 4   | 2   | 3   | Ret | Ret | Ret | 3   | 4   | 2   | 11  | 3   | Ret | 4   | 4   | 50     |
| 4    | Ralf Schumacher       | Ret | 1   | 2   | 3   | 11† | 4   | 3   | 7   | 4   | 8   | 5   | 3   | 3   | 5   | Ret | 16  | 11† | 42     |
| 5    | David Coulthard       | Ret | Ret | 3   | 6   | 3   | 6   | 1   | 2   | Ret | 10  | 3   | 5   | 5   | 4   | 7   | 3   | Ret | 41     |
| 6    | Kimi Räikkönen        | 3   | Ret | 12† | Ret | Ret | Ret | Ret | 4   | 3   | Ret | 2   | Ret | 4   | Ret | Ret | Ret | 3   | 24     |
| 7    | Jenson Button         | Ret | 4   | 4   | 5   | 12† | 7   | Ret | 15† | 5   | 12† | 6   | Ret | Ret | Ret | 5   | 8   | 6   | 14     |
| 8    | Jarno Trulli          | Ret | Ret | Ret | 9   | 10† | Ret | 4   | 6   | 8   | Ret | Ret | Ret | 8   | Ret | 4   | 5   | Ret | 9      |
| 9    | Eddie Irvine          | 4   | Ret | 7   | Ret | Ret | Ret | 9   | Ret | Ret | Ret | Ret | Ret | Ret | 6   | 3   | 10  | 9   | 8      |
| 10   | Nick Heidfeld         | Ret | 5   | Ret | 10  | 4   | Ret | 8   | 12  | 7   | 6   | 7   | 6   | 9   | 10  | 10  | 9   | 7   | 7      |
| 11   | Giancarlo Fisichella  | Ret | 13  | Ret | Ret | Ret | 5   | 5   | 5   | Ret | 7   | DNS | Ret | 6   | Ret | 8   | 7   | Ret | 7      |
| 12   | Jacques Villeneuve    | Ret | 8   | 10† | 7   | 7   | 10† | Ret | Ret | 12  | 4   | Ret | Ret | Ret | 8   | 9   | 6   | Ret | 4      |
| 13   | Felipe Massa          | Ret | 6   | Ret | 8   | 5   | Ret | Ret | 9   | 6   | 9   | Ret | 7   | 7   | Ret | Ret |     | Ret | 4      |
| 14   | Olivier Panis         | Ret | Ret | Ret | Ret | Ret | Ret | Ret | 8   | 9   | 5   | Ret | Ret | 12  | 12† | 6   | 12  | Ret | 3      |
| 15   | Takuma Satō           | Ret | 9   | 9   | Ret | Ret | Ret | Ret | 10  | 16  | Ret | Ret | 8   | 10  | 11  | 12  | 11  | 5   | 2      |
| 16   | Mark Webber           | 5   | Ret | 11  | 11  | DNS | 12  | 11  | 11  | 15  | Ret | 8   | Ret | 16  | Ret | Ret | Ret | 10  | 2      |
| 17   | Mika Salo             | 6   | 12  | 6   | Ret | 9   | 8   | Ret | Ret | Ret | Ret | Ret | 9   | 15  | 7   | 11  | 14  | 8   | 2      |
| 18   | Heinz-Harald Frentzen | DSQ | 11  | Ret | Ret | 6   | 11  | 6   | 13  | 13  | Ret | DNQ | Ret |     |     |     | 13  |     | 2      |
| 19   | Allan McNish          | Ret | 7   | Ret | Ret | 8   | 9   | Ret | Ret | 14  | Ret | 11† | Ret | 14  | 9   | Ret | 15  | Ret | 0      |
| 20   | Alex Yoong            | 7   | Ret | 13  | DNQ | DNS | Ret | Ret | 14  | Ret | DNQ | 10  | DNQ |     |     | 13  | Ret | Ret | 0      |
| 21   | Pedro de la Rosa      | 8   | 10  | 8   | Ret | Ret | Ret | 10  | Ret | 10  | 11  | 9   | Ret | 13  | Ret | Ret | Ret | Ret | 0      |
| 22   | Enrique Bernoldi      | DSQ | Ret | Ret | Ret | Ret | Ret | 12  | Ret | 11  | Ret | DNQ | Ret |     |     |     |     |     | 0      |
| NC   | Anthony Davidson      |     |     |     |     |     |     |     |     |     |     |     |     | Ret | Ret |     |     |     | 0      |
| Pos. | Piloto                | AUS | MYS | BRA | SMR | ESP | AUT | MON | CAN | EUR | GBR | FRA | GER | HUN | BEL | ITA | USA | JPN | Puntos |

| Color      | Resultado                          |
| ---------- | ---------------------------------- |
| Oro        | Ganador                            |
| Plata      | 2.º puesto                         |
| Bronce     | 3.er puesto                        |
| Verde      | Finalizó en los puntos             |
| Azul       | Finalizó sin puntos                |
| Azul       | NC - No clasificado                |
| Violeta    | Ret - No terminó                   |
| Rojo       | DNQ - No se clasificó              |
| Rojo       | DNPQ - No se preclasificó          |
| Negro      | DSQ - Descalificado                |
| Blanco     | DNS - No empezó                    |
| Blanco     | WD - Retirado                      |
| Blanco     | C - Carrera cancelada              |
| Azul claro | TD - Entrenamientos libres (2003-) |
| Sin color  | DNP - Inscrito, pero no participó  |
| Sin color  | INJ - Inscrito, pero lesionado     |
| Sin color  | EX - Excluido                      |

| Estado  | Resultado                                                                             |
| ------- | ------------------------------------------------------------------------------------- |
| Negrita | Pole position                                                                         |
| Cursiva | Vuelta rápida                                                                         |
| 1-8     | Posiciones puntuables de clasificación sprint (2021-)                                 |
| †       | No acabó el Gran Premio, pero fue clasificado ya que completó el porcentaje necesario |
| ‡       | Monoplaza compartido                                                                  |
| ~       | Se otorgó la mitad de puntos ya que no se cumplió con el 75% de la carrera            |
| ≠       | No obtuvo puntos ya que era piloto invitado                                           |
| F2      | Inscrito para carrera de Fórmula 2, no sumaba puntos                                  |

### Estadísticas del Campeonato de Pilotos
| Pos. | Piloto                | Escudería     | Grandes Premios | Victorias | Podios | Poles | Vueltas rápidas | Puntos |
| ---- | --------------------- | ------------- | --------------- | --------- | ------ | ----- | --------------- | ------ |
| 1    | Michael Schumacher    | Ferrari       | 17              | 11        | 17     | 7     | 7               | 144    |
| 2    | Rubens Barrichello    | Ferrari       | 17 (15)         | 4         | 10     | 3     | 5               | 77     |
| 3    | Juan Pablo Montoya    | Williams      | 17              |           | 7      | 7     | 2               | 50     |
| 4    | Ralf Schumacher       | Williams      | 17              | 1         | 6      |       |                 | 42     |
| 5    | David Coulthard       | McLaren       | 17              | 1         | 6      |       | 1               | 41     |
| 6    | Kimi Räikkönen        | McLaren       | 17              |           | 4      |       | 1               | 24     |
| 7    | Jenson Button         | Renault       | 17              |           |        |       |                 | 14     |
| 8    | Jarno Trulli          | Renault       | 17              |           |        |       |                 | 9      |
| 9    | Eddie Irvine          | Jaguar        | 17              |           | 1      |       |                 | 8      |
| 10   | Nick Heidfeld         | Sauber        | 17              |           |        |       |                 | 7      |
| 11   | Giancarlo Fisichella  | Jordan        | 17 (16)         |           |        |       |                 | 7      |
| 12   | Jacques Villeneuve    | BAR           | 17              |           |        |       |                 | 4      |
| 13   | Felipe Massa          | Sauber        | 16              |           |        |       |                 | 4      |
| 14   | Olivier Panis         | BAR           | 17              |           |        |       |                 | 3      |
| 15   | Takuma Satō           | Jordan        | 17              |           |        |       |                 | 2      |
| 16   | Mark Webber           | Minardi       | 17 (16)         |           |        |       |                 | 2      |
| 17   | Mika Salo             | Toyota        | 17              |           |        |       |                 | 2      |
| 18   | Heinz-Harald Frentzen | Arrows Sauber | 13 (12)         |           |        |       |                 | 2      |
| 19   | Allan McNish          | Toyota        | 17 (16)         |           |        |       |                 | 0      |
| 20   | Alex Yoong            | Minardi       | 15 (11)         |           |        |       |                 | 0      |
| 21   | Pedro de la Rosa      | Jaguar        | 17              |           |        |       |                 | 0      |
| 22   | Enrique Bernoldi      | Arrows        | 12 (11)         |           |        |       |                 | 0      |
| NC   | Anthony Davidson      | Minardi       | 2               |           |        |       |                 | 0      |

### Campeonato de Constructores
| Pos. | Constructor      | N.º | AUS | MYS | BRA | SMR | ESP | AUT | MON | CAN | EUR | GBR | FRA | GER | HUN | BEL | ITA | USA | JPN | Puntos |
| ---- | ---------------- | --- | --- | --- | --- | --- | --- | --- | --- | --- | --- | --- | --- | --- | --- | --- | --- | --- | --- | ------ |
| 1    | Ferrari          | 1   | 1   | 3   | 1   | 1   | 1   | 1   | 2   | 1   | 2   | 1   | 1   | 1   | 2   | 1   | 2   | 2   | 1   | 221    |
| 1    | Ferrari          | 2   | Ret | Ret | Ret | 2   | DNS | 2   | 7   | 3   | 1   | 2   | DNS | 4   | 1   | 2   | 1   | 1   | 2   | 221    |
| 2    | Williams-BMW     | 5   | Ret | 1   | 2   | 3   | 11† | 4   | 3   | 7   | 4   | 8   | 5   | 3   | 3   | 5   | Ret | 16  | 11† | 92     |
| 2    | Williams-BMW     | 6   | 2   | 2   | 5   | 4   | 2   | 3   | Ret | Ret | Ret | 3   | 4   | 2   | 11  | 3   | Ret | 4   | 4   | 92     |
| 3    | McLaren-Mercedes | 3   | Ret | Ret | 3   | 6   | 3   | 6   | 1   | 2   | Ret | 10  | 3   | 5   | 5   | 4   | 7   | 3   | Ret | 65     |
| 3    | McLaren-Mercedes | 4   | 3   | Ret | 12† | Ret | Ret | Ret | Ret | 4   | 3   | Ret | 2   | Ret | 4   | Ret | Ret | Ret | 3   | 65     |
| 4    | Renault          | 14  | Ret | Ret | Ret | 9   | 10† | Ret | 4   | 6   | 8   | Ret | Ret | Ret | 8   | Ret | 4   | 5   | Ret | 23     |
| 4    | Renault          | 15  | Ret | 4   | 4   | 5   | 12† | 7   | Ret | 15† | 5   | 12† | 6   | Ret | Ret | Ret | 5   | 8   | 6   | 23     |
| 5    | Sauber-Petronas  | 7   | Ret | 5   | Ret | 10  | 4   | Ret | 8   | 12  | 7   | 6   | 7   | 6   | 9   | 10  | 10  | 9   | 7   | 11     |
| 5    | Sauber-Petronas  | 8   | Ret | 6   | Ret | 8   | 5   | Ret | Ret | 9   | 6   | 9   | Ret | 7   | 7   | Ret | Ret | 13  | Ret | 11     |
| 6    | Jordan-Honda     | 9   | Ret | 13  | Ret | Ret | Ret | 5   | 5   | 5   | Ret | 7   | DNQ | Ret | 6   | Ret | 8   | 7   | Ret | 9      |
| 6    | Jordan-Honda     | 10  | Ret | 9   | 9   | Ret | Ret | Ret | Ret | 10  | 16  | Ret | Ret | 8   | 10  | 11  | 12  | 11  | 5   | 9      |
| 7    | Jaguar-Cosworth  | 16  | 4   | Ret | 7   | Ret | Ret | Ret | 9   | Ret | Ret | Ret | Ret | Ret | Ret | 6   | 3   | 10  | 9   | 8      |
| 7    | Jaguar-Cosworth  | 17  | 8   | 10  | 8   | Ret | Ret | Ret | 10  | Ret | 10  | 11  | 9   | Ret | 13  | Ret | Ret | Ret | Ret | 8      |
| 8    | BAR-Honda        | 11  | Ret | 8   | 10† | 7   | 7   | 10† | Ret | Ret | 12  | 4   | Ret | Ret | Ret | 8   | 9   | 6   | Ret | 7      |
| 8    | BAR-Honda        | 12  | Ret | Ret | Ret | Ret | Ret | Ret | Ret | 8   | 9   | 5   | Ret | Ret | 12  | 12† | 6   | 12  | Ret | 7      |
| 9    | Minardi-Asiatech | 22  | 7   | Ret | 13  | DNQ | DNS | Ret | Ret | 14  | Ret | DNQ | 10  | DNQ | Ret | Ret | 13  | Ret | Ret | 2      |
| 9    | Minardi-Asiatech | 23  | 5   | Ret | 11  | 11  | DNS | 12  | 11  | 11  | 15  | Ret | 8   | Ret | 16  | Ret | Ret | Ret | 10  | 2      |
| 10   | Toyota           | 24  | 6   | 12  | 6   | Ret | 9   | 8   | Ret | Ret | Ret | Ret | Ret | 9   | 15  | 7   | 11  | 14  | 8   | 2      |
| 10   | Toyota           | 25  | Ret | 7   | Ret | Ret | 8   | 9   | Ret | Ret | 14  | Ret | 11† | Ret | 14  | 9   | Ret | 15  | DNS | 2      |
| 11   | Arrows-Cosworth  | 20  | DSQ | 11  | Ret | Ret | 6   | 11  | 6   | 13  | 13  | Ret | DNQ | Ret |     |     |     |     |     | 2      |
| 11   | Arrows-Cosworth  | 21  | DSQ | Ret | Ret | Ret | Ret | Ret | 12  | Ret | 11  | Ret | DNQ | Ret |     |     |     |     |     | 2      |
| Pos. | Constructor      | N.º | AUS | MYS | BRA | SMR | ESP | AUT | MON | CAN | EUR | GBR | FRA | GER | HUN | BEL | ITA | USA | JPN | Puntos |

| Color      | Resultado                          |
| ---------- | ---------------------------------- |
| Oro        | Ganador                            |
| Plata      | 2.º puesto                         |
| Bronce     | 3.er puesto                        |
| Verde      | Finalizó en los puntos             |
| Azul       | Finalizó sin puntos                |
| Azul       | NC - No clasificado                |
| Violeta    | Ret - No terminó                   |
| Rojo       | DNQ - No se clasificó              |
| Rojo       | DNPQ - No se preclasificó          |
| Negro      | DSQ - Descalificado                |
| Blanco     | DNS - No empezó                    |
| Blanco     | WD - Retirado                      |
| Blanco     | C - Carrera cancelada              |
| Azul claro | TD - Entrenamientos libres (2003-) |
| Sin color  | DNP - Inscrito, pero no participó  |
| Sin color  | INJ - Inscrito, pero lesionado     |
| Sin color  | EX - Excluido                      |

| Estado  | Resultado                                                                             |
| ------- | ------------------------------------------------------------------------------------- |
| Negrita | Pole position                                                                         |
| Cursiva | Vuelta rápida                                                                         |
| 1-8     | Posiciones puntuables de clasificación sprint (2021-)                                 |
| †       | No acabó el Gran Premio, pero fue clasificado ya que completó el porcentaje necesario |
| ‡       | Monoplaza compartido                                                                  |
| ~       | Se otorgó la mitad de puntos ya que no se cumplió con el 75% de la carrera            |
| ≠       | No obtuvo puntos ya que era piloto invitado                                           |
| F2      | Inscrito para carrera de Fórmula 2, no sumaba puntos                                  |

### Estadísticas del Campeonato de Constructores
| Pos. | Constructor | Chasis      | Motor    | Grandes Premios | Victorias | Podios | Poles | Vueltas rápidas | Puntos |
| ---- | ----------- | ----------- | -------- | --------------- | --------- | ------ | ----- | --------------- | ------ |
| 1    | Ferrari     | F2001 F2002 | Ferrari  | 17              | 15        | 27     | 10    | 12              | 221    |
| 2    | Williams    | FW24        | BMW      | 17              | 1         | 13     | 7     | 3               | 92     |
| 3    | McLaren     | MP4-17      | Mercedes | 17              | 1         | 10     |       | 2               | 65     |
| 4    | Renault     | R202        | Renault  | 17              |           |        |       |                 | 23     |
| 5    | Sauber      | C21         | Petronas | 17              |           |        |       |                 | 11     |
| 6    | Jordan      | EJ12        | Honda    | 17              |           |        |       |                 | 9      |
| 7    | Jaguar      | R3          | Cosworth | 17              |           | 1      |       |                 | 8      |
| 8    | BAR         | 004         | Honda    | 17              |           |        |       |                 | 7      |
| 9    | Minardi     | PS02        | Asiatech | 17              |           |        |       |                 | 2      |
| 10   | Toyota      | TF102       | Toyota   | 17              |           |        |       |                 | 2      |
| 11   | Arrows      | A23         | Cosworth | 17              |           |        |       |                 | 2      |